# حالة الدفاع
حالة الدفاع (بالألمانية: Verteidigungsfall)هي حالة الطوارئ الدستورية في ألمانيا إذا كانت البلاد "تتعرض لهجوم بالقوة المسلحة أو مهددة بشكل وشيك بمثل هذا الهجوم". تم إنشاء حالة الطوارئ هذه بموجب تعديل دستوري ‏ في عام 1968 أثناء الحرب الباردة حيث يمنح هذا التعديل الحكومة الفيدرالية سلطات استثنائية في زمن الحرب. وهو منصوص عليه في الباب العاشر من الدستور الألماني. حتى الآن، لم يتم تفعيل حالة الدفاع في ألمانيا على الإطلاق.
في الجيش الألماني يطلق عليها أيضًا اسم V-Fall، بينما أطلقت عليه منظمة جيلين اسم E-System أو E-Fall.
يسبق حالة الدفاع مرحلة تمهيدية هي "حالة التوتر" (المادة 80a). ويأتي ذلك بالتوازي مع رفع مستوى التأهب العسكري.